# Галактический антицентр

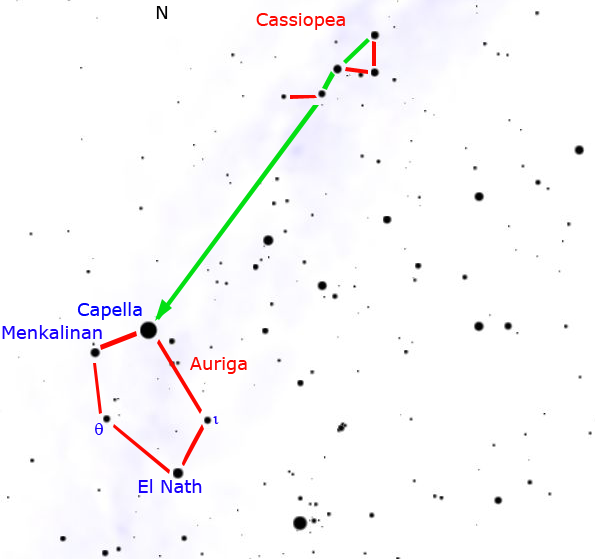
Изображение созвездия Возничего.

Галактический антицентр — точка на небесной сфере, противоположная Галактическому центру (центру Млечного Пути).
Положение данной точки зависит от расположения наблюдателя, таким образом, антицентр не является в действительности фиксированной точкой в пространстве. В основном под данным термином понимают антицентр для наблюдателя на Земле. Более того, поскольку точки на небесной сфере  являются проекциями точек на различных расстояниях, то  в направлении галактического антицентра могут располагаться объекты, находящиеся в различных галактиках (аналогично тому как звёзды  в пределах одного созвездия могут быть не связанными друг с другом, несмотря на близкое расположение на небесной сфере).
Для наблюдателя на Земле антицентр Галактики находится в созвездии Возничего, ближайшей к нему яркой звездой является Нат.
В галактической системе координат центр Галактики, находящийся в созвездии Стрельца, является началом отсчёта и имеет долготу и широту 0°, а антицентр находится в точке с долготой 180° и широтой 0°.
В экваториальной системе координат антицентру соответствуют координаты {\displaystyle \alpha } = 05h 46m (прямое восхождение), {\displaystyle \delta } = +28° 56' (склонение).